# Světová antidopingová agentura
Světová antidopingová agentura (anglicky World Anti-Doping Agency, odtud zkratka WADA, francouzsky Agence mondiale antidopage, odtud zkratka AMA) je mezinárodní nezávislá organizace zaměřená na boj proti dopingu. Byla založena 10. listopadu 1999 v Lausanne ve Švýcarsku a jejím hlavním iniciátorem a sponzorem byl Mezinárodní olympijský výbor, který dodnes zajišťuje zhruba polovinu jejích příjmů. Na základě rozhodnutí z roku 2001 se v roce 2002 ústředí organizace přestěhovala do Montrealu v Kanadě.

## Dopingový skandál ruské atletiky
WADA v prosinci 2014 zřídila tříčlennou komisi pro vyšetření dopingu v Rusku, která v rámci vyšetřování odvezla z Moskvy přes 3000 vzorků. Tato komise vydala 9. listopadu 2015 zprávu, v níž doporučila vyloučit Všeruskou federaci lehké atletiky z Mezinárodní asociace atletických federací (IAAF). Zpráva také doporučila udělit doživotní zákaz činnosti pěti sportovcům a pěti trenérům či funkcionářům, zrušení moskevské antidopingové laboratoře a suspendaci jejího ředitele Grigorije Rodčenkova. Za dopující sportovce byly označeny Marija Savinovová, Jekatěrina Poistogovová, Kristina Ugarovová, Anastasija Bazdyrevová a Taťjana Mjazinová.

## Systematický doping v ruském sportu
V červenci 2016 zveřejnila WADA svou vyšetřovací zprávu, podle které ruské státní orgány systematicky kryly doping ruských olympioniků téměř ve všech sportech. Podle WADA ruský dopingový program řídilo, kontrolovalo a monitorovalo ministerstvo sportu vedené Vitalijem Mutkem ve spolupráci s tajnou službou FSB, středisky vrcholového sportu a laboratořemi v Moskvě a Soči. Systém byl zaveden po olympijských hrách ve Vancouveru v roce 2010 a pokračoval přes MS v atletice v Moskvě v roce 2013 až do zimních olympijských her v Soči 2014. Během olympiády v Soči umožňoval systém manipulaci se vzorky ruských sportovců, přičemž součástí dopingového programu bylo přes 20 ruských olympioniků v Soči, včetně 15 medailistů.
WADA doporučila Mezinárodnímu olympijskému výboru, aby zvážil vyloučení ruských sportovců z olympiády v Riu, kde už měli zakázáno startovat ruští atleti a vzpěrači.
Vyšetřování, jednání, odvolání a tresty pokračovaly s tím, že nedostatky a podvody pokračovaly. 9. prosince 2019 Výkonný výbor Světové antidopingové agentury WADA rozhodl a oznámil, že Rusko bylo kvůli dopingu na čtyři roky vyloučeno z OH a mistrovství světa a také že znovu suspendoval agenturu RUSADA.
Mezinárodní sportovní arbitráž (anglicky Court of Arbitration for Sport; CAS, francouzsky Tribunal Arbitral du Sport; TAS) v Lausanne zkrátil na polovinu čtyřletý trest od Světové antidopingové agentury (WADA), proti němuž se Rusko odvolalo. Ruští sportovci a týmy budou moci na velkých akcích startovat jen v případě, že nebudou zapleteni do dopingových skandálů. Nebudou smět závodit pod svou vlajkou a v případě jejich vítězství nebude znít ruská hymna. 
Malým vítězstvím pro Rusko je to, že sportovci budou moci mít na oděvu jméno země a její barvy, pokud bude název „Rusko“ stejně dominantní jako slova „Neutrální sportovec“ nebo „Neutrální tým“.